# Diocesi di Drivasto
La diocesi di Drivasto (in latino Dioecesis Drivastensis) è una diocesi soppressa e sede titolare della Chiesa cattolica.

## Territorio
Sede vescovile era l'attuale villaggio di Drivasto (in albanese Drisht), che si trova nel comune di Postribë nel nord dell'Albania, a 16 km a nord-est di Scutari.

## Storia
Incerte sono le origini della diocesi di Drivasto. Alcuni autori attribuiscono a questa sede il vescovo Paolo, episcopus Prinatenus, che sottoscrisse la lettera dei vescovi della provincia dell'Epiro Nuovo all'imperatore Leone (458) in seguito all'uccisione del patriarca Proterio di Alessandria. Secondo l'edizione critica della Collectio Sangermanensis, che contiene le lettere del 458 indirizzate all'imperatore, il termine Prinatenus è ritenuto corrotto e interpretato come Dribastenus, ossia Drivasto.
La prima menzione storica della diocesi nell'Alto Medioevo risalirebbe al sinodo di Dumno (concilium Delmitanum) celebratosi attorno all'877, dove però non viene menzionato il nome del vescovo; in questa occasione la diocesi risulta essere suffraganea dell'arcidiocesi di Doclea.
La diocesi appare anche in una Notitia Episcopatuum del patriarcato di Costantinopoli, sul finire del X secolo, tra le suffraganee dell'arcidiocesi di Durazzo; è l'unica menzione di questa sede tra le fonti documentarie greche.
La diocesi di Drivasto è ancora menzionata in una lettera del 1067  di papa Alessandro II (1061-1073) al metropolita Pietro di Doclea e Antivari, nella quale il pontefice elenca le suffraganee delle sedi unite di Doclea e Antivari, tra cui la stessa Drivasto; anche in questa occasione non è noto il nome del vescovo.
Terza menzione di Drivasto è in due lettere di papa Callisto II del 1120, nelle quali la diocesi appare suffraganea dell'arcidiocesi di Ragusa. L'appartenenza alla provincia ecclesiastica di Ragusa non sembra però che ebbe un effetto duraturo, perché già alla fine del XII secolo Drivasto appare nuovamente suffraganea di Antivari.
A partire dal XII secolo si fanno sempre più frequenti nei documenti pontifici le menzioni della sede Drivastense. Il primo vescovo conosciuto per nome è forse Pietro, che, secondo Mauro Orbino, sarebbe il nome dell'anonimo vescovo della sede di Drivasto, ricordata in una lettera, di dubbia autenticità, di papa Innocenzo II del 1142. Secondo Farlati, Pietro venne deposto dalla sua sede nel 1153; tuttavia anche in questo documento, il nome del vescovo di Drivasto non è menzionato. Non ci sono dubbi invece sul vescovo Martino, documentato nel 1166 e probabilmente anche nel 1167.
Il solo vescovo di Drivasto che ha avuto un certo ruolo nella storia è stato Paolo Dusso, uomo dalle capacità politiche e simpatizzante dei riti orientali, che ebbe modo di intermediare tra Giorgio Castriota Scanderbeg e i suoi avversari, e che ricevette dalla Santa Sede degli incarichi relativi alla crociata contro i Turchi.
Nel 1470 la città fu conquistata dai Turchi e con la morte del vescovo Terslav nel 1489, la diocesi non ebbe più vescovi residenti. La Santa Sede continuò a nominare dei vescovi i quali, non potendo raggiungere la loro sede, furono considerati come vescovi in partibus infidelium, svolgendo le funzioni di ausiliari per altre diocesi.
Solo nel 1636, dopo un secolo e mezzo di sede vacante, fu nominato un nuovo vescovo, Gerolamo Lucich, che però non risiedette a lungo nella diocesi: il 20 aprile 1641, per la sua assenza, il governo della diocesi fu affidato al vescovo di Scutari.
Dal 1933 Drivasto è annoverata tra le sedi vescovili titolari della Chiesa cattolica; dal 19 dicembre 2015 il vescovo titolare è Paul Tighe, segretario del Dicastero per la cultura e l'educazione.

## Cronotassi

### Vescovi
- Paolo ? † (menzionato nel 458)
- Anonimo † (menzionato nell'877 circa)
- Anonimo † (menzionato nel 1067)
- Anonimo † (menzionato nel 1120)
- Anonimo (Pietro ?) † (prima del 1142 - dicembre 1153 deposto)
- Martino † (prima del 1166 - dopo il 1167)
- Giovanni † (menzionato nel 1199)[9]
- Anonimo † (menzionato nel 1234)[10]
- Anonimo † (prima del 1236)[11]
- Anonimi † (menzionati nel 1250, 1251 e 1252)[12]
- Domenico † (? - 1321 o 1322 deceduto)
- Nicola, O.E.S.A. † (28 febbraio 1323 - 17 dicembre 1324 nominato vescovo di Argo)
- Bernardo I † (prima del 1351[13] - circa 1359 deceduto)
- Giovanni (Andrea) di Lepore † (20 novembre 1359 - 18 maggio 1373 nominato arcivescovo di Antivari)
- Bernardo II[14] † (circa 1373 - 29 aprile 1374 nominato vescovo di Cattaro)
- Atanasio † (29 aprile 1374 - circa 1396 deceduto)[15]
- Andrea di Montagnana, O.F.M. † (30 settembre 1396[16] - ?)
- Bartolomeo Puonbioli † (circa 1400 - circa 1405 deposto)
- Francesco da Scutari, O.F.M. † (4 novembre[17] 1405 - 24 maggio 1424 nominato vescovo di Dulcigno)
  - Nicola Wallibassa † (24 maggio 1424 - ?) (vescovo eletto)
- Dionigi da Knin, O.P. † (29 novembre 1425 - 11 ottobre 1428 deposto)
- Michele Paoli † (11 ottobre 1428 - circa 1445 deceduto)
- Paolo Dusso † (22 dicembre 1445 - dopo il 1454 deceduto)[18]
- Nicola de Summa † (23 settembre 1457 - ?)
- Terslav † (? - 1489 deceduto)
  - Sede vacante (1489-1636)
- Gerolamo Lucich, O.F.M. † (3 marzo 1636 - 2 gennaio 1648 deceduto)

### Vescovi titolari
- Francesco de Ecclesia † (2 dicembre 1489 - ? deceduto)
- Benedetto Kornis, O.Praem. † (29 ottobre 1512 - ?)
- Francesco de Mora, O.F.M. † (10 novembre 1518 - 1520 deceduto)
- Giovanni de Zaguis, O.S.B. † (13 gennaio 1520 - circa 1520 deceduto)
- Gonzalo de Ubeda, O. de M. † (6 febbraio 1521 - circa 1525 deceduto)
- Pedro Fernández de Jaén, O.P. † (20 marzo 1525 - ?)
- Francesco de Solis † (? - circa 1540 deceduto)
- Alfonso de Sanabria † (4 maggio 1541 - ?)
- Cipriano Cassini, S.I. † (23 dicembre 1936 - 11 aprile 1946 nominato vescovo di Bengbu)
- Daniel Liston, C.S.Sp. † (13 marzo 1947 - 19 dicembre 1949 succeduto vescovo di Port-Louis)
- João Floriano Loewenau, O.F.M. † (8 settembre 1950 - 4 giugno 1979 deceduto)
- Rafael Barraza Sánchez † (26 ottobre 1979 - 19 ottobre 1981 nominato vescovo di Mazatlán)
- Traian Crișan † (7 dicembre 1981 - 6 novembre 1990 deceduto)
- Bruno Bertagna † (15 dicembre 1990 - 31 ottobre 2013 deceduto)
- Paul Tighe, dal 19 dicembre 2015